# Sociologie du temps
La sociologie du temps est une branche de la sociologie qui tend à comprendre les rapports d'interaction et de transformation qui existent entre les formes d'organisation de la société et les différents rapports au temps et à son organisation.

## Histoire de la discipline
La sociologie du temps a été fondée avec le texte Social Time en 1937 par Pitirim Sorokin et Robert K. Merton, qui se sont inspirés d'Henri Bergson et d'Émile Durkheim. Ils concentrent leurs efforts sur l'aspect interpersonnel de la perception et de l'utilisation du temps. Dans son livre "Über die Zeit", Norbert Elias décrit l'évolution de la conscience du temps dans le contexte de sa théorie de la civilisation, qu'il a présentée pour la première fois dans son ouvrage "Über den Prozess der Zivilisation" en 1939.

## Analyse du temps

### Analyse transactionnelle
Eric Berne décrit six états du possible de l’individu par rapport au temps. Ils sont classées selon leur apports en signe de reconnaissance, du plus faible au plus intense :
- le retrait : la personne s'isole psychologiquement et/ou physiquement ;
- le rituel : séquence normalisée d'échanges codifiés socialement (Exemple : se saluer.) ;
- le passe-temps : le temps est utilisé pour des conversations aux sujets stéréotypés (Exemple : les discussions de salon.) ;
- l'activité : séquences de temps ayant un objectif (final ou non) ;
- les jeux psychologiques : séquence d'échanges de signes de reconnaissance intenses négatifs ;
- l'intimité : séquence de communication est basée sur la confiance, le respect, et l'acceptation de l'autre.